# Pierre Musy

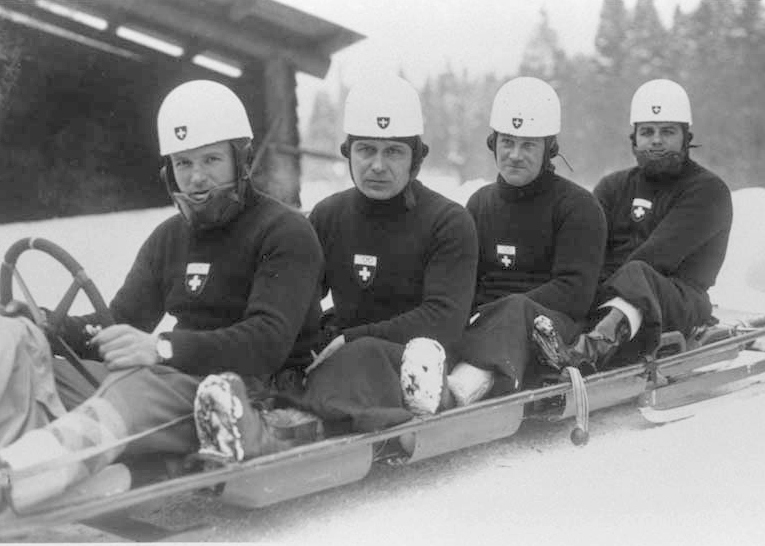
Pierre Musy (vorn) mit seinen Teamkollegen bei den Olympischen Winterspielen 1936

Pierre Musy (* 25. August 1910 in Albeuve; † 21. November 1990 in Düdingen) war ein Schweizer Bobpilot, Reitsportler, Diplomat und ranghoher Offizier. Er wurde 1936 Olympiasieger im Viererbob und war von 1963 bis 1967 Chef des Schweizer Nachrichtendienstes.

## Leben
Pierre Musy, das älteste von sieben Kindern des späteren Bundesrates Jean-Marie Musy und von Juliette de Meyer, erhielt seine Schulbildung am Collège Saint-Michel in Fribourg. Anschliessend studierte er Recht an der Universität Bern. Von 1931 bis 1935 arbeitete er für eine Bank in Genf, danach bis 1939 für die eidgenössische Bank- und Domänenverwaltung. In der Schweizer Armee wurde er mehrmals befördert: 1939 zum Hauptmann, 1946 zum Major, 1955 zum Oberst und schliesslich 1965 zum Brigadier. Musy war dreimal Kommandant einer militärischen Einheit; von 1938 bis 1941 der Dragoner-Schwadron 5, von 1946 bis 1949 des Füsilier-Bataillons 20 und von 1959 bis 1960 des motorisierten Dragoner-Regiments 1. Seine diplomatische Karriere begann er 1951 als Militärattaché in Teheran, danach war er von 1954 bis 1961 Militärattaché in Paris. Im Eidgenössischen Militärdepartement leitete er von 1963 bis 1967 die Untergruppe Nachrichtendienst und Abwehr, war also Chef des Schweizer Nachrichtendienstes.
Als Sportler war Musy sehr vielseitig. In den 1930er Jahren gehörte er zu den besten Springreitern des Landes. 1934 und 1935 gewann er den Preis der Nationen in Hannover. Im Winter fuhr er Bobrennen. Bei der Bob-Weltmeisterschaft 1935 in Igls wurde er im Viererbob Zweiter, zusammen mit Arnold Gartmann, Charles Bouvier und Joseph Beerli. Mit den gleichen Hinterleuten konnte er im darauf folgenden Jahr den grössten Erfolg feiern, den Gewinn der Goldmedaille bei den Olympischen Winterspielen 1936 in Garmisch-Partenkirchen. Musy nahm auch an den Olympischen Sommerspielen 1948 in London teil, diesmal als Vielseitigkeitsreiter: In der Einzelwertung belegte er den 32. Platz, mit der Mannschaft wurde er Vierter. Von 1969 bis 1973, bereits nach seiner Pensionierung, war Pierre Musy Equipenchef der Schweizer Springreiter.